# Lázaro García
Lázaro García Gil (Cienfuegos, Cuba 31 de diciembre de 1947-15 de abril de 2022) fue un músico y compositor cubano, uno de los cantautores fundadores de la Nueva Trova Cubana.

## Trayectoria artística
Se inició a los siete años cantando "punto cubano" para la emisora de radio 1010. Estudió música en 1965 durante le servicio militar. Formó el grupo de música popular bailable Los Jaguares (1968) y el grupo 5 de Septiembre (1977). Su labor como compositor se inició en el filin (feeling) pero después de la Nova Trova, participando en festivales y jornadas de canción política.
Como compositor ganó el primer premio del Concurso de Música Cubana Adolfo Guzmán en 1981. Organizó el movimiento Nueva Trova en la provincia de Villa Clara, llegando a ser una de las figuras clave en este movimiento artístico. Se considera a Lázaro García como uno de los fundadores del movimiento de la Nueva Trova Cubana, junto con Silvio Rodríguez, Pablo Milanés, Vicente Feliú, Noel Nicola, Augusto Blanca y Sara González, entre otros.

## Discografía
- Sara, Areito LD 3674
- Al sur de mi mochila, Areito LD 4254.
- Cantos de amor y de vida, Areito LD 4555.